# Corneille

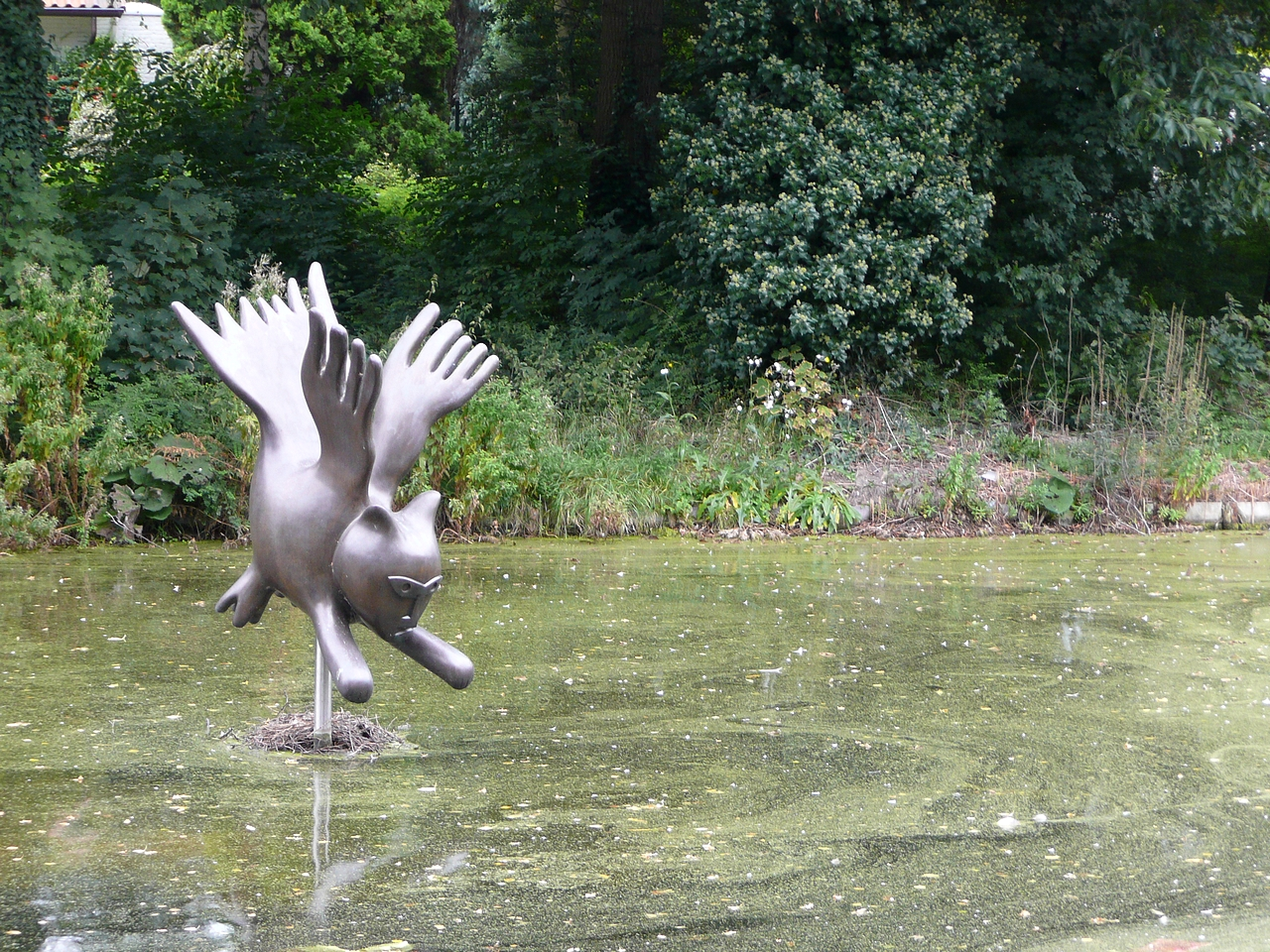
Rzeźba Katvogel (2003)

Corneille, właśc. Guillaume Cornelis van Beverloo (ur. 3 lipca 1922 w Liège, zm. 5 września 2010 w Auvers-sur-Oise) – holenderski malarz, rzeźbiarz, litograf i poeta.

## Życiorys
Urodził się w Belgii, w rodzinie holenderskich emigrantów, którzy powrócili do Holandii w 1934 r. Początkowo malarstwa uczył się samodzielnie. W latach 1940–1943 studiował w Rijksakademie voor Beeldende Kunsten w Amsterdamie, lecz porzucił studia, zrażony panującym w szkole konserwatyzmem. W 1946 r. w Groningen miała miejsce pierwsza indywidualna wystawa jego prac.
Razem z Karelem Appelem założył grupę eksperymentalną Reflex, przekształconą w 1948 r. w międzynarodową grupę Cobra. W magazynach publikowanych przez grupę zamieszczał swoje wiersze. W 1950 r. przeprowadził się do Paryża, w którym pozostał do końca życia. W paryskim warsztacie Stanleya Haytera uczył się technik graficznych.
W latach 50. i 60. XX wieku podróżował po świecie. Stał się kolekcjonerem sztuki afrykańskiej, która od tego czasu zaczęła wywierać wpływ na jego malarstwo (zaczął używać jasnych barw podstawowych w miejsce wcześniejszej stonowanej kolorystyki, a na jego niemal abstrakcyjnych obrazach pojawiły się zwierzęta i akty).
W latach 90. XX wieku wspierał prace upamiętniające grupę CoBrA Muzeum w Amstelveen. Asystował przy kręceniu filmu Vrijmana CoBrA, een opstand tegen de orde (1988)
Został odznaczony Komandorią Orderu Lwa Niderlandzkiego w 1997 r.

## Życie prywatne
Był dwukrotnie żonaty. Z drugą żoną, Nataszą, miał jednego syna.